# Субпрефектура Итайм-Паулиста/Вила-Куруса
Субпрефектура Итайм-Паулиста/Вила-Куруса (порт. Subprefeitura do Itaim Paulista/Vila Curuçá) — одна из 31 субпрефектур города Сан-Паулу, размещена в восточной части города. Общая площадь 21,7 км². Численность населения — 399140 жителей.
В составе субпрефектуры Итайм-Паулиста/Вила-Куруса 2 округа:
- Итайм-Паулиста (Itaim Paulista)
- Вила-Куруса (Vila Curuçá)

Население субпрефектуры Итайм-Паулиста/Вила-Куруса состоит, в основном, из выходцев с северо-востока Бразилии, в частности, из штатов Баия и Пернамбуку. Раньше увеличивалось за счёт иммигрантов из Италии, Японии и Венгрии.